# Jérôme Roussillon
Jérôme Roussillon, né le 6 janvier 1993 à Sarcelles, est un footballeur français, international guadeloupéen jouant au poste d'arrière gauche.

## Biographie

### Carrière en club

#### Formation et débuts professionnels
De 2006 à 2009, Jérôme Roussillon est préformé à l'INF Clairefontaine.
Repéré par plusieurs clubs professionnels, le joueur rejoint finalement le centre de formation du FC Sochaux-Montbéliard lors de l'été 2009.
Il fait ses débuts en Ligue 1 le 2 mai 2012 en entrant en jeu face à l'AC Ajaccio.
Le 28 septembre 2012, il signe son premier contrat professionnel avec son club formateur .
En 2013, le défenseur doit participer à la Coupe du monde des moins de 20 ans avec l'équipe de France, qui remportera le titre mais malheureusement, une grave blessure juste avant le début de la compétition le contraint à s'écarter des terrains pendant plusieurs mois. Il ne prend pas qu'à un seul match lors de la saison 2013-2014 qui voit le club est relegué.

#### Montpellier HSC
En janvier 2015, Jérôme Roussillon signe au Montpellier Hérault Sport Club pour quatre ans et demi, mais il termine la saison dans son club formateur, où il est prêté jusqu’au 30 juin.
Il joue son premier match officiel avec le MHSC le 21 août 2015 au stade de la Mosson contre le Paris Saint-Germain (défaite 1-0). Il effectue sa première passe décisive lors de la 8e journée contre Lorient (victoire 2-1). Roussillon marque son premier but contre Toulouse lors de la 12e journée de championnat. Il récidive une semaine plus tard contre le FC Nantes (victoire 2-1).

#### VfL Wolfsburg
Le 6 août 2018, Jérôme Roussillon s'engage pour quatre saisons en faveur du club allemand de VfL Wolfsburg.
Le footballeur joue son premier match en Bundesliga le 25 août 2018, lors de la réception du FC Schalke 04 (victoire 2-1). Il inscrit son premier but dans ce championnat le 24 novembre 2018, lors de la réception du RB Leipzig lors d'une victoire un but à zéro. Il marque un total de trois buts en championnat cette saison-là.
Lors de la saison 2019-2020, Roussillon participe à la phase de groupe de la Ligue Europa avec Wolfsburg. Son équipe progresse jusqu'en huitièmes de finale, en étant battu par le club ukrainien du Chakhtar Donetsk.

#### 1. FC Union Berlin
Le latéral gauche français de 30 ans, dont le contrat prenait fin en juin 2023, s'engage le 12 janvier 2023 en faveur du 1. FC Union Berlin, cinquième de Bundesliga durant la saison en cours,.
Après une dernière saison très compliquée où le joueur joue peu, il est laissé libre à l'été 2025.

### Parcours en sélection
Au début des années 2010, Jérôme Roussillon est sélectionné en équipe de France des moins de 18 ans puis des moins de 20 ans.
En mars 2023, le joueur est convoqué en équipe de Guadeloupe pour deux matches de la Ligue des nations de la CONCACAF.
En juin 2025, il est convoqué pour disputer la Gold Cup 2025.

## Statistiques
| Saison                | Club                          | Championnat           | Championnat | Championnat | Coupe nationale | Coupe nationale | Coupe de la Ligue | Coupe de la Ligue | Supercoupe | Supercoupe | Compétition(s) continentale(s) | Compétition(s) continentale(s) | Compétition(s) continentale(s) | Total | Total |
| Saison                | Club                          | Division              | M.          | B.          | M.              | B.              | M.                | B.                | M.         | B.         | Comp.                          | M.                             | B.                             | M.    | B.    |
| 2011-2012             | FC Sochaux-Montbéliard        | Ligue 1               | 4           | 0           | -               | -               | -                 | -                 | -          | -          | -                              | -                              | -                              | 4     | 0     |
| 2012-2013             | FC Sochaux-Montbéliard        | Ligue 1               | 25          | 0           | 2               | 0               | 1                 | 0                 | -          | -          | -                              | -                              | -                              | 28    | 0     |
| 2013-2014             | FC Sochaux-Montbéliard        | Ligue 1               | 1           | 0           | -               | -               | -                 | -                 | -          | -          | -                              | -                              | -                              | 1     | 0     |
| 2014-2015             | FC Sochaux-Montbéliard (prêt) | Ligue 1               | 24          | 0           | 1               | 0               | 1                 | 0                 | -          | -          | -                              | -                              | -                              | 26    | 0     |
| Sous-total            | Sous-total                    | Sous-total            | 54          | 0           | 3               | 0               | 2                 | 0                 | -          | -          | -                              | -                              | -                              | 59    | 0     |
| 2015-2016             | Montpellier HSC               | Ligue 1               | 33          | 3           | 2               | 0               | 1                 | 0                 | -          | -          | -                              | -                              | -                              | 36    | 3     |
| 2016-2017             | Montpellier HSC               | Ligue 1               | 32          | 1           | 1               | 0               | 1                 | 0                 | -          | -          | -                              | -                              | -                              | 34    | 1     |
| 2017-2018             | Montpellier HSC               | Ligue 1               | 22          | 3           | 1               | 0               | 2                 | 0                 | -          | -          | -                              | -                              | -                              | 25    | 3     |
| Sous-total            | Sous-total                    | Sous-total            | 87          | 7           | 4               | 0               | 4                 | 0                 | -          | -          | -                              | -                              | -                              | 95    | 7     |
| 2018-2019             | VfL Wolfsburg                 | Bundesliga            | 28          | 3           | 3               | 0               | -                 | -                 | -          | -          | -                              | -                              | -                              | 31    | 3     |
| 2019-2020             | VfL Wolfsburg                 | Bundesliga            | 29          | 1           | 1               | 0               | -                 | -                 | -          | -          | C3                             | 7                              | 0                              | 37    | 1     |
| 2020-2021             | VfL Wolfsburg                 | Bundesliga            | 20          | 0           | -               | -               | -                 | -                 | -          | -          | C3                             | 3                              | 0                              | 23    | 0     |
| 2021-2022             | VfL Wolfsburg                 | Bundesliga            | 27          | 1           | 1               | 0               | -                 | -                 | -          | -          | C1                             | 5                              | 0                              | 33    | 1     |
| 2022-2023             | VfL Wolfsburg                 | Bundesliga            | 4           | 0           | -               | -               | -                 | -                 | -          | -          | -                              | -                              | -                              | 4     | 0     |
| Sous-total            | Sous-total                    | Sous-total            | 108         | 5           | 5               | 0               | -                 | -                 | -          | -          | -                              | 15                             | 0                              | 128   | 5     |
| 2022-2023             | Union Berlin                  | Bundesliga            | 16          | 0           | 1               | 0               | -                 | -                 | -          | -          | C3                             | 3                              | 0                              | 20    | 0     |
| 2023-2024             | Union Berlin                  | Bundesliga            | 23          | 0           | 2               | 0               | -                 | -                 | -          | -          | C1                             | 4                              | 0                              | 29    | 0     |
| 2024-2025             | Union Berlin                  | Bundesliga            | 7           | 0           | -               | -               | -                 | -                 | -          | -          | -                              | -                              | -                              | 7     | 0     |
| Sous-total            | Sous-total                    | Sous-total            | 46          | 0           | 3               | 0               | -                 | -                 | -          | -          | -                              | 7                              | 0                              | 56    | 0     |
| Total sur la carrière | Total sur la carrière         | Total sur la carrière | 295         | 12          | 15              | 0               | 6                 | 0                 | -          | -          | -                              | 22                             | 0                              | 338   | 12    |

## Palmarès
- Champion de France des moins de 17 ans en 2010 avec les jeunes du FC Sochaux
- Finaliste de la Coupe Gambardella en 2010 avec les jeunes du FC Sochaux